# Leave a Whisper
Leave A Whisper — дебютный студийный альбом американской рок-группы Shinedown, выпущенный в середине 2003 года. 21 сентября 2005 года пластинка получила статус платиновой. В качестве синглов были выпущены песни «Fly From The Inside» и «45».

## Список композиций
1. Fly from the Inside (3:55)
2. Left Out (3:53)
3. Lost in the Crowd (3:56)
4. No More Love (3:46)
5. Better Version (3:46)
6. Burning Bright (3:47)
7. In Memory (4:06)
8. All I Ever Wanted (4:10)
9. Stranger Inside (4:06)
10. Lacerated (3:58)
11. Crying Out (3:31)
12. 45 (4:14)
13. Simple Man (5:21)
14. Burning Bright (Sanford Mix) (3:49)
15. 45 (Acoustic) (4:34)

## Deluxe-версия
В июле 2009 года вышла дополненная версия альбома, содержащая 13 бонус треков:
- 13. Simple Man [Acoustic]
- 14. Burning Bright [Sanford Mix]
- 15. 45 [Acoustic]
- 16. Simple Man [Rock Version]
- 17. Leave A Whisper [From Leave A Whisper Sessions]
- 18. Start Over [From Leave A Whisper Sessions]
- 19. Soon Forgotten [Demo]
- 20. No More Love [Demo]
- 21. Falling Fearless [Demo]
- 22. Left Out [Demo]
- 23. Emptiness Man [Demo]
- 24. Notice Me [Demo]
- 25. Fly From The Inside [Live Acoustic From WXDX]

## Участники записи
- Brent Smith — вокал
- Jasin Todd — гитара, лэп-стил-гитара, терменвокс
- Brad Stewart — бас-гитара
- Barry Kerch — ударные, перкуссия